# Moord op Karel Van Noppen
De moord op Karel Van Noppen werd uitgevoerd op 20 februari 1995. 

## De moord
Als veearts-keurder moest Karel Van Noppen veeboeren controleren op het gebruik van hormonen. Na een aantal dreigementen bleef hij toch doorgaan met zijn werk. Op 20 februari 1995 werd zijn auto staande gehouden nabij zijn woning in Wechelderzande en werd hij met drie schoten doodgeschoten.

## Veroordelingen
In april 2002 werden vier verdachten schuldig bevonden aan de moord: Carl De Schutter, Albert Barrez, Alex Vercauteren en Germain Daenen. Deze groep is bekend geworden als de "hormonenmaffia". 
Alex Vercauteren werd veroordeeld voor de opdracht te geven voor de moord, Albert Barrez voor het uitvoeren ervan. Daarnaast werden ook organisator van de moord Carl De Schutter en tussenpersoon Germain Daenen veroordeeld. Vercauteren kreeg levenslange opsluiting, de andere drie kregen 25 jaar opsluiting. 
In juni 2009 kwam Germain Daenen als eerste betrokkene vrij. Hij had toen acht jaar in de cel gezeten. Twee maanden later werd ook Albert Barrez vrijgelaten. Vercauteren mocht op 26 januari 2010 de gevangenis vervroegd verlaten, na een opsluiting van 10 jaar. Op 4 juni 2016 werd bekendgemaakt dat Albert Barrez opnieuw in de gevangenis zat, dit keer ten gevolge van een aanhouding in een drugszaak. In juni 2024 mocht ook Carl De Schutter de gevangenis verlaten.

## Prijzen
Postuum werd Karel Van Noppen in 1996 de Prijs voor de Democratie toegekend.

## Film
In 2011 kwam Rundskop uit, een Vlaams-Nederlandse misdaadfilm die is gebaseerd op de "hormonenmaffia" en de moord op Karel Van Noppen. De film kreeg een Oscarnominatie.